# Keb' Mo'
Kevin Roosevelt Moore (Los Angeles, EUA, 3 d'octubre de 1951), més conegut com a Keb' Mo', és un cantant, guitarrista i compositor estatunidenc resident a Nashville, Tennessee. Ell ha estat descrit com "un enllaç vivent de la influència Delta blues que va viatjar cap amunt del riu Mssissippi i ha travessat tot Amèrica". El seu estil post-modern del blues està influenciada per molts gèneres com són el folk, el rock, el jazz, el pop i el country. El sobrenom de "Keb Mo" va ser donat pel seu primer bateria, Quentin Dennard i escollit per la seva discogràfica com a argot per abreviar el seu autèntic nom.

## Premis
| Any  | Premi  | Àlbum    | Categoria                | Ref   |
| ---- | ------ | -------- | ------------------------ | ----- |
| 2020 | Grammy | Oklahoma | Millor àlbum d'americana | [ 2 ] |